# Svenstavik
Svenstavik este un oraș în Suedia.

## Demografie
| \| Evoluția demografică a zonei urbane Svenstavik, 1970–2015 \| Evoluția demografică a zonei urbane Svenstavik, 1970–2015 \| Evoluția demografică a zonei urbane Svenstavik, 1970–2015 \| Evoluția demografică a zonei urbane Svenstavik, 1970–2015 \| Evoluția demografică a zonei urbane Svenstavik, 1970–2015 \| \| --------------------------------------------------------------------------------------- \| --------------------------------------------------------- \| --------------------------------------------------------- \| --------------------------------------------------------- \| --------------------------------------------------------- \| \| An \| \| \| Locuitori \| \| \| 1970 \| 1970 \| \| 661 \| 661 \| \| 1975 \| 1975 \| \| 832 \| 832 \| \| 1980 \| 1980 \| \| 1.015 \| 1.015 \| \| 1990 \| 1990 \| \| 984 \| 984 \| \| 1995 \| 1995 \| \| 1.024 \| 1.024 \| \| 2000 \| 2000 \| \| 958 \| 958 \| \| 2005 \| 2005 \| \| 948 \| 948 \| \| 2010 \| 2010 \| \| 1.004 \| 1.004 \| \| 2015 \| 2015 \| \| 916 \| 916 \| \| Sursa: SCB - Statistika Centralbyrån, Folkmängden per tätort. Vart femte år 1960 - 2016 \| \| \| \| \| |      |  |           |       |
| Evoluția demografică a zonei urbane Svenstavik, 1970–2015 |      |  |           |       |
| An |      |  | Locuitori |       |
| 1970 | 1970 |  | 661       | 661   |
| 1975 | 1975 |  | 832       | 832   |
| 1980 | 1980 |  | 1.015     | 1.015 |
| 1990 | 1990 |  | 984       | 984   |
| 1995 | 1995 |  | 1.024     | 1.024 |
| 2000 | 2000 |  | 958       | 958   |
| 2005 | 2005 |  | 948       | 948   |
| 2010 | 2010 |  | 1.004     | 1.004 |
| 2015 | 2015 |  | 916       | 916   |
| Sursa: SCB - Statistika Centralbyrån, Folkmängden per tätort. Vart femte år 1960 - 2016 |      |  |           |       |